# Орлов, Владимир Григорьевич (контрразведчик)
Влади́мир Григо́рьевич Орло́в — российский юрист и профессиональный контрразведчик, действительный статский советник, участник Русско-японской войны 1905 года, участник Первой мировой войны в органах контрразведки, участник антибольшевистского подполья в Петрограде, начальник контрразведки Добровольческой армии Одесского района в феврале-апреле 1919 года, позднее служил в контрразведке у Деникина и Врангеля. После поражения Белого дела в 1920 году эмигрировал в Германию, где продолжил активную антисоветскую деятельность. По-видимому, по наводке ОГПУ в 1929 году был подвергнут суду за попытку продать компрометирующие материалы на американских сенаторов (Уильям Бора, Джордж Норрис), поддерживавших признание СССР. Наравне с Вальтером Николаи признан контрразведчиком мирового класса. Составил так называемую «картотеку Орлова». Мемуарист.

## Биография
Потомственный дворянин. Начальное образование получил в Варшаве, в Первой образцовой Апухтинской гимназии. Одновременно с ним в гимназии обучались Б. В. Савинков и И. П. Каляев. Окончил юридический факультет Варшавского университета. Участник Русско-японской войны.
После войны вернулся в Варшаву, где стал следователем по политическим делам — в частности, его подследственным был Ф. Э. Дзержинский. В 1912 году он уже был действительным статским советником и следователем по особо важным делам. С началом Первой мировой войны Орлов был переведён в контрразведку, работал под началом Н. С. Батюшина. Являлся членом Верховной следственной комиссии по делам военного министра В. А. Сухомлинова, полковника С. Н. Мясоедова, «сахарных спекулянтов» Д. Рубинштейна и А. Доброго, которые обвинялись в переводе денежных средств в Германию и Австро-Венгрию.
После Октябрьской революции Орлов, по поручению генерала М. В. Алексеева, смог устроиться в Петроградскую ЧК по подложным документам (на имя Болеслава Орлинского). Он был назначен на должность председателя центральной уголовно-следственной комиссии, неоднократно лично общался с Ф. Э. Дзержинским. Он вспомнил Орлова, отметив: "Это очень хорошо, Орлов, что вы сейчас на нашей стороне. Нам нужны такие квалифицированные юристы, как вы. Если вам когда-нибудь что-то понадобится, обращайтесь прямо ко мне в Москву". Орлову удалось создать тайную антибольшевистскую сеть (около 80 агентов) и войти в контакт с представителями стран Антанты и Центральных держав в Петрограде, которым смог передавать некоторые сведения о деятельности ВЧК, организовать переброску офицеров из Петрограда в Добровольческую армию. Крупным успехом Орлова считалось создание картотеки с фотографиями и ориентировками на большевистских агентов и агитаторов, которая также была передана на Дон. Одним из контактов Орлова был английский разведчик Сидней Рейли, многие биографические данные Орлова приведены в биографии Рейли.
В сентябре 1918 года Орлов, из-за опасности провала, бежал в Финляндию, откуда выехал на Юг, добравшись до Одессы в феврале 1919 года. В Одессе он был назначен начальником контрразведывательного отделения начальника штаба Добровольческой армии Одесского района. Отделение под руководством Орлова добилось крупных успехов, которые приписывались неутомимому усердию его начальника: в Одессе практически в полном составе были разгромлены подпольная большевистская организация и отделение Иностранной коллегии. Сидней Рейли упоминал, что Орлов в своей работе в Одессе не придерживался формальной правовой процедуры — дела арестованных им большевистских агитаторов не всегда передавались судебным органам. Манеру работы Орлова в этот период Рейли описывал как «очень решительную».
После оставления Одессы в апреле 1919 года Орлов прибыл в Константинополь, где поступил в распоряжение генерал-квартирмейстера ВСЮР. В мае того же года перебрался в Екатеринодар, в штаб А. И. Деникина. 2 декабря 1919 года Орлов принял должность начальника контрразведывательной части особого отделения Генштаба ВСЮР. Чуть позднее Орлов стал руководителем врангелевской контрразведки. На этом посту он добился существенной реорганизации белогвардейских спецслужб, последовательно вёл контрразведывательную работу против ВЧК и Коминтерна, перенеся её главным образом за пределы территории бывшей Российской империи. В мае 1920 г. Орлов с документами на имя «ксендза Орбанского» совершил секретный вояж по Европе (Варшава, Рига, Таллин, Каунас, Париж, Лондон), где попытался создать разведывательные группы. Статус Орлова как врага советской власти подчёркивает факт создания в ЧК отдельного агентурного дела «на Орлова и разведку Врангеля».
После поражения Белого дела Орлов с 1920 года на долгое время осел в Германии, продолжив борьбу с большевизмом. В частности, в Берлине он выступил с идеей создания «Белого интернационала» (организации, в задачи которой входила «регистрация и тщательный надзор за выезжающими из Совдепии агентами»), был принят на работу разведслужбой Веймарской республики в качестве эксперта. За это время сыграл большую роль в разоблачении так называемой «германской ЧК», состоявшей из агентов Коминтерна. В 1929 году Орлов (по сведениям Здановича, в рамках операции ОГПУ «Фальсификатор») был подвергнут суду за попытку продать компромат на американских сенаторов (Уильям Бора, Джордж Норрис) поддерживавших признание СССР.
После прихода к власти нацистов Орлову пришлось скрываться. Он бежал в Бельгию, где в 1939 году был задержан и отправлен в концлагерь, где и погиб в 1941 году.
По другой версии, многочисленные запросы советской стороны в Германию о выдаче Орлова не были удовлетворены, но в 1930 году он, опасаясь выдачи Советскому Союзу, уехал с рекомендацией от В. Л. Бурцева в Бельгию, где открыто жил до конца 1930-х годов (то есть Орлов не бежал от нацистов, хотя и испытывал сильную неприязнь к нацистской идеологии и даже в 1932 году был обвинён национал-социалистами в деятельности, направленной против НСДАП). По этой версии, Орлов был арестован гестапо в начале немецкой оккупации Бельгии, то есть после мая 1940 года (массовые аресты русских в Бельгии произошли осенью 1940 года), и, по информации Здановича, подвергся пыткам. Несмотря на противоречивые сообщения о его отправке в немецкий концлагерь или получении «хорошей работы» в абвере), нет сомнений в том, что он был убит выстрелом в затылок, а его тело было обнаружено в Берлине (Тиргартен) в январе 1941 года (хотя Натали Грант ошибочно утверждала, что это случилось летом 1941 года).
Орлову принадлежат слова, характеризующие смысл его жизни в контексте судьбы России: «Пройдёт много времени, прежде чем русский народ сможет искоренить бездушное и предательское жонглирование словами, которым занимаются беспринципные негодяи, стоящие у власти. Сознание народа пробуждается, необходимо покончить не только с ложью, но и с теми, кто её распространяет. Если глубоко вникнуть в происходящее, можно впасть в отчаяние, поскольку в то время, когда одни совершают все эти чудовищные преступления против человечества и цивилизованного мира, другие безучастно остаются в стороне».

## Сочинения
- Wladimir Orloff. Mörder, Fälscher, Provokateure. Lebenskämpfe im unterirdischen Russland / введение Dr. Walter Jaffe. — 1st. — Berlin: Brückenverlag, 1929. — 268 p.
- Vladimir Orloff. Underworld and Soviet / translated by M.H. (Mona Heath). — 1st. — New York: Lincoln MacVeagh. The Dial Press., 1931. — 274 p.
- Vladimir Orloff. The Secret Dossier. My Memoirs of Russia's Political Underworld / translated by M.H. (Mona Heath). — 1st. — London: George G. Harrap & Co. Ltd., 1932. — 274 p.

Перевод на русский язык:
- Владимир Григорьевич Орлов. Двойной агент. Записки русского контрразведчика.. — Москва: Современник, 1998. — 349 с. — (Жестокий век: Разведчики и шпионы). — ISBN 5270016273, 9785270016272.

### В художественной литературе
- Черкасов-Георгиевский, В. Г,. Рулетка господина Орловского. Роман / Оформление художника О. Радкевича.. — ТЕРРА - Книжный клуб, 2004. — 304 с. — ISBN 5-275-01120-2.
- Черкасов-Георгиевский, В. Г,. Орловский и ВЧК. Роман / Оформление художника О. Радкевича.. — ТЕРРА - Книжный клуб, 2004. — 300 с. — ISBN 5-275-01119-9.